# Singapour aux Jeux olympiques d'été de 1948
Singapour, alors encore colonie britannique, a participé pour la première fois Jeux olympiques d'été. Un seul athlète est envoyé à Londres.

## Athlétisme
Hommes
Concours
| Athlète       | Épreuve         | Qualification | Qualification | Finale   | Finale |
| Athlète       | Épreuve         | Distance      | Rang          | Distance | Rang   |
| ------------- | --------------- | ------------- | ------------- | -------- | ------ |
| Lloyd Valberg | Saut en hauteur | 1.87 m        | Q             | 1.80 m   | 14e    |